# Cilindru (geometrie)
- Acest articol se referă la cilindru, suprafața din geometrie. Pentru orice alte sensuri, vedeți Cilindru (dezambiguizare) .

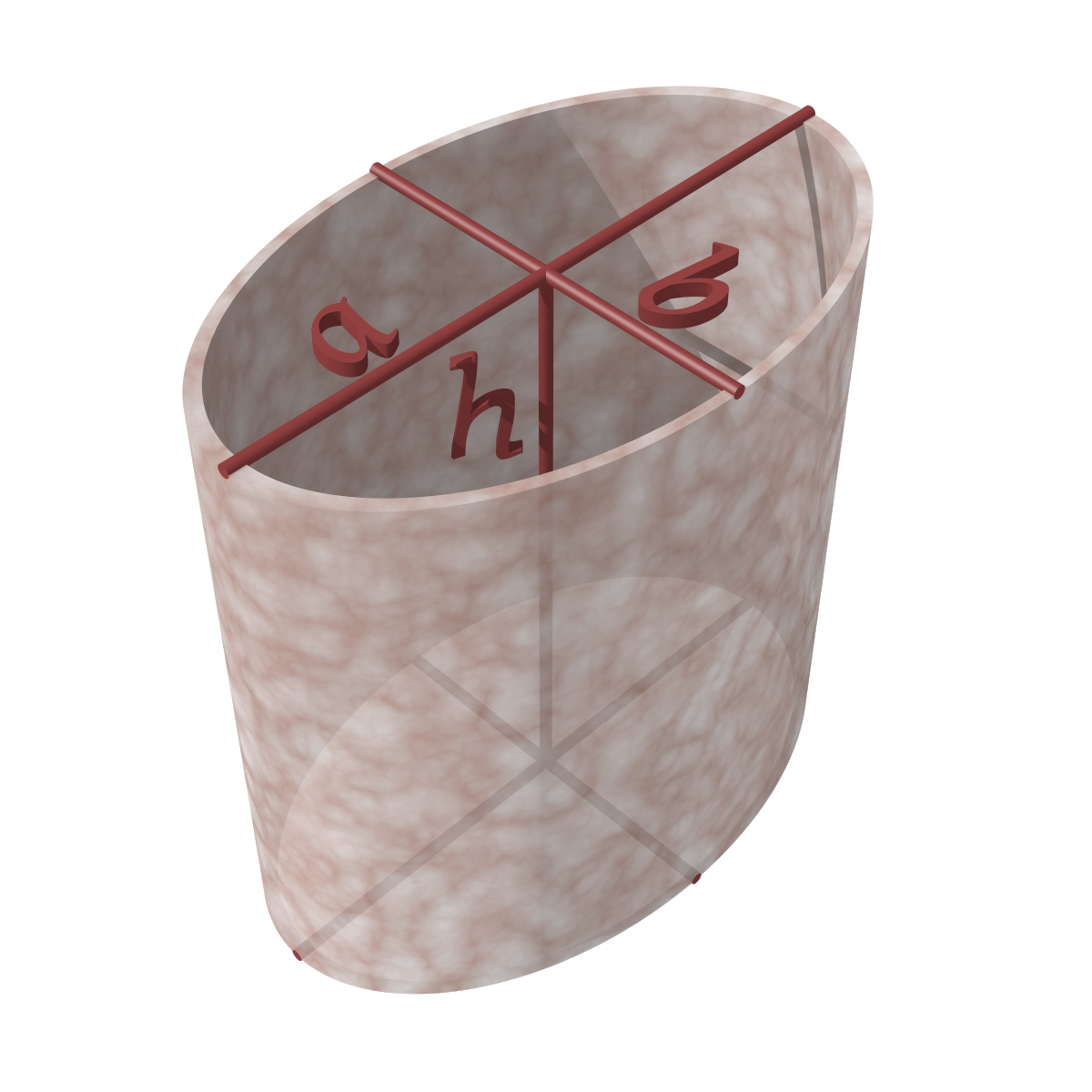
Un cilindru eliptic

Cilindrul este o suprafață cuadrică în spațiu, definită printr-o dreaptă, numită generatoare, care, păstrând o direcție fixă, trece printr-un punct variabil ce descrie o curbă plană închisă, numită curbă directoare.
În coordonate carteziene, ecuația oricărui cilindru este dată de ecuația:
{\displaystyle \left({\frac {x}{a}}\right)^{2}+\left({\frac {y}{b}}\right)^{2}=1.}
Această ecuație descrie un cilindru generalizat omogen, cilindrul eliptic, care are ca secțiune perpendiculară pe generatoare o elipsă. Dacă a = b, atunci cilindrul devine unul particular, cilindrul circular. În fine, într-un caz de generalizare mai avansată, se poate descrie un cilindru generalizat pentru care suprafața cuadratică poate fi orice fel de curbă. 
Cilindrul poate fi catalogat ca o cuadratică degenerată întrucât cel puțin una din coordonate, aici z, nu apare deloc în ecuația care îl descrie. 
Este interesant de remarcat că în cazul altor definiții, cilindrul nu este considerat cuadratic defel. 

Secțiunile cilindrului - 3D

## Utilizare comună

Un cilindru circular drept

În vorbirea și utilizarea curentă, prin cilindru se înțelege o secțiune finită dintr-un  cilindru circular drept , ale cărui două suprafețe de limitare, numite baze, sunt două suprafețe circulare, precum în imaginea din stânga.
Dacă se notează, raza cercurilor care formează bazele cu r și lungimea (sau înălțimea) cilindrului cu h, atunci volumul acestuia este dat de relația (sau formula) {\displaystyle V=\pi r^{2}h\,}. 
Respectiv suprafața sa este dată de formulele următoare:
- Aria suprafeței bazei superioare este {\displaystyle \pi r^{2}};
- Aria suprafeței bazei inferioare este {\displaystyle \pi r^{2}};
- Aria suprafeței laterale este {\displaystyle 2\pi rh};

Dacă fără cele două baze aria laterală cilindrului este: 
{\displaystyle A=2\pi rh.\,}
atunci, suprafața totală a unui cilindru circular drept finit este dată de suma celor trei arii:
{\displaystyle A=2\pi r^{2}+2\pi rh=2\pi r(r+h).\,}
Pentru un anumit volum dat, cilindrul cu suprafața totală minimă trebuie să aibă h = 2r. Pentru o suprafață dată, cilindrul cu volum maxim, trebuie să aibă de asemenea h = 2r. Un astfel de cilindru se poate înscrie într-un cub.

## Alte tipuri de cilindri
Într-un cilindru oblic, generatoarea face un unghi diferit de cel drept cu cele două baze. Ca atare, un astfel de cilindru convertit într-un obiect real este rareori folosit, datorită problemelor legate de echilibul gravitațional al obiectului, care este cel mai adesea instabil. 
Cilindrii dați de ecuația următoare sunt cilindri eliptici imaginari
{\displaystyle \left({\frac {x}{a}}\right)^{2}+\left({\frac {y}{b}}\right)^{2}=-1},
respectiv, cei dați de ecuația următoare sunt cilindri hiperbolici
{\displaystyle \left({\frac {x}{a}}\right)^{2}-\left({\frac {y}{b}}\right)^{2}=1}
În sfârșit, există categoria cilindrilor parabolici, care sunt descriși de ecuația
{\displaystyle x^{2}+2ay=0.\,}